# Icterus maculialatus
El turpial alibarrado (Icterus maculialatus), también conocido como turpial guatemalteco y bolsero guatemalteco, es una especie de ave paseriforme de la familia Icteridae endémica del sur de México y el noroeste de América Central. No existen subespecies reconocidas.

## Distribución y hábitat
Es nativo de El Salvador, Guatemala, el sur de México y extremo sudocccidental de Honduras. 
Su hábitat natural se compone de bosque tropical húmedo montano.